# Дрожалка мозговая
Дрожалка мозговая (лат. Tremella encephala) — вид грибов рода Дрожалка, имеющий розовое, желеобразное плодовое тело. Распространён в северных умеренных широтах и паразитирует на другом виде грибов (Stereum sanguinolentum), который, в свою очередь, растёт на мёртвых ветвях хвойных деревьев.

## Таксономия
Сведения о Tremella encephala впервые опубликованы в 1801 году голландским микологом Христианом Генрихом Персоном. Он основывался на более раннем описании, данном Карлом Людвигом Вильденовым в отношении гриба из Германии, которому дал название Tremella encephaliformis. В 1818 Элиас Магнус Фрис описал гриб как один из видов нового рода Naematelia, предложенного им для желеобразных грибов с твёрдой сердцевиной. Только в 1961 году американский миколог Роберт Бандони доказал, что данная сердцевина в действительности является отмирающим телом гриба-хозяина Stereum sanguinolentum.
Латинское encephala в названии гриба означает «мозг», напоминая о форме и цвете плодового тела.

## Описание
Плодовое тело имеет студенистую форму, матовую расцветку в диапазоне от бледно-розового до желтовато-розового, размером до 3 сантиметров в поперечнике. Внешне напоминает мозг человека, внутри содержит беловатое твёрдое ядро. Гифы или нитевидные образования гриба плотно зажимаются друг с другом и образуют студенистую сеть. От гиф ответвляются гаустории, которые соединяются в нити и прикрепляются к гифам гриба-хозяина, впоследствии проникая внутрь него. Базидия также имеет желеобразную округлую форму (с вертикальной септой внутри), размером 12—20 микрометров. Базидиоспоры преимущественно круглые, гладкие, размером 6—11 микрометров.

## Среда обитания и распространение
Tremella encephala паразитирует на Stereum sanguinolentum, часто полностью покрывая тело гриба-хозяина. Их можно найти на мёртвых опавших или закреплённых ветках хвойных деревьев.
Вид, в основном, свойствен для умеренных широт Европы, северной Азии, Северной Америки. Но также его можно встретить в Австралии.